# Jean-Paul Allouche
Pour les articles homonymes, voir Allouche.
Jean-Paul Allouche, né le 2 mars 1953, est un mathématicien, directeur de recherche au CNRS.

## Biographie
Jean-Paul Allouche est né le 2 mars 1953 à Batna, Algérie. Il est entré en 1972 à l'École normale supérieure de Saint-Cloud où il a obtenu en 1975 l'agrégation de mathématiques. Il a soutenu en 1978 une thèse de troisième cycle sous la direction d'Yves Meyer et en 1983 une thèse d'État sous la direction de Michel Mendès France.
Promu directeur de recherche au CNRS en 1993, il a ensuite travaillé dans le laboratoire de mathématiques discrètes de la faculté des sciences de Luminy — Aix-Marseille Université, puis dans le Laboratoire de recherche en informatique de l'université Paris-Sud. 
Depuis 2010, il est membre de l'équipe Combinatoire et Optimisation de l'Université Paris 6.
Il a entre autres écrit Automatic Sequences avec Jeffrey Shallit, portant sur les suites engendrées par des automates finis et leurs rapports avec la théorie des nombres et la physique théorique.

## Apparition
Au sein d'une vidéo publié le 26 juin 2022 par le collectif de la chaîne YouTube pour l'esprit critique La Tronche en Biais, Jean-Paul Allouche intervient en qualité d'invité au cours de l'émission "La Tronche de Fake". Dans cette vidéo, Jean-Paul Allouche répond aux questions de Thomas C. Durand et y explique le terme de conjecture, clarifie l'accès aux postes universitaires dans le domaine des mathématiques et vulgarise la conjecture de Syracuse. Au cours de l'entretien, il est interrogé sur la publication scientifique dans le domaine des sciences mathématiques.